# Стів Гай
Стів Гай (англ. Steve Guy; нар. 15 березня 1959) — колишній новозеландський тенісист.
Найвищу одиночну позицію світового рейтингу — 109 місце досяг 7 листопада 1988, парну — 97 місце — 16 січня 1989 року.
Здобув 1 одиночний та 1 парний титул.
Найвищим досягненням на турнірах Великого шолома було 2 коло в парному розряді.

## Фінали турнірів ATP за кар'єру

### Парний розряд: 1 (1 перемога)
| Легенда                         |
| ------------------------------- |
| Турніри Великого шлема (0–0)    |
| Фінали Світового туру ATP (0–0) |
| Серія ATP Мастерс 1000 (0–0)    |
| Серія ATP 500 (0–0)             |
| Серія ATP 250 (1–0)             |

| Фінали за покриттям |
| ------------------- |
| Тверде (1–0)        |
| Ґрунт (0–0)         |
| Трава (0–0)         |
| Килим (0–0)         |

| Фінали за типом корту |
| --------------------- |
| Відкритий корт (1–0)  |
| Закритий корт (0–0)   |

| Результат | В-П | Дата     | Турнір                | Рівень   | Покриття | Партнер       | Суперники                    | Рахунок  |
| --------- | --- | -------- | --------------------- | -------- | -------- | ------------- | ---------------------------- | -------- |
| Перемога  | 1–0 | Січ 1989 | Окленд, Нова Зеландія | Гран-прі | Тверде   | Мацуока Сюдзо | Джон Леттс Брюс Ман-Сон-Хінґ | 7–6, 7–6 |

## Фінали ATP Челленджер і ITF Ф'ючерс

### Одиночний розряд: 2 (1–1)
| Легенда              |
| -------------------- |
| ATP Челленджер (1–1) |
| ITF Ф'ючерс (0–0)    |

| Фінали за покриттям |
| ------------------- |
| Тверде (1–1)        |
| Ґрунт (0–0)         |
| Трава (0–0)         |
| Килим (0–0)         |

| Результат | В-П | Дата     | Турнір              | Рівень     | Покриття | Суперник   | Рахунок       |
| --------- | --- | -------- | ------------------- | ---------- | -------- | ---------- | ------------- |
| Поразка   | 0–1 | Жов 1988 | Джакарта, Індонезія | Челленджер | Тверде   | Шейн Барр  | 6–1, 5–7, 3–6 |
| Перемога  | 1–1 | Вер 1989 | Салоніки, Греція    | Челленджер | Тверде   | Ніл Борвік | 6–4, 6–4      |

### Парний розряд: 6 (5–1)
| Легенда              |
| -------------------- |
| ATP Челленджер (5–1) |
| ITF Ф'ючерс (0–0)    |

| Фінали за покриттям |
| ------------------- |
| Тверде (5–0)        |
| Ґрунт (0–1)         |
| Трава (0–0)         |
| Килим (0–0)         |

| Результат | В-П | Дата     | Турнір                 | Рівень     | Покриття | Партнер         | Суперники                       | Рахунок  |
| --------- | --- | -------- | ---------------------- | ---------- | -------- | --------------- | ------------------------------- | -------- |
| Перемога  | 1–0 | Сер 1989 | Куала-Лумпур, Малайзія | Челленджер | Тверде   | Зішан Алі       | Мортен Крістенсен Петер Флінтсе | 6–4, 6–4 |
| Перемога  | 2–0 | Сер 1989 | Гонконг, Гонконг       | Челленджер | Тверде   | Девід Льюїс     | Расселл Барлоу Ґевін Пфіцнер    | 6–4, 6–2 |
| Перемога  | 3–0 | Жов 1990 | Сінгапур, Сінгапур     | Челленджер | Тверде   | Джон Леттс      | Марк Кейл Кент Кіннієр          | 6–1, 7–5 |
| Перемога  | 4–0 | Кві 1992 | Єрусалим, Ізраїль      | Челленджер | Тверде   | Карл Лімбергер  | Браян Джолсон Річард Матушевскі | 7–6, 6–2 |
| Поразка   | 4–1 | Лип 1992 | Новий Ульм, Німеччина  | Челленджер | Ґрунт    | Брюс Дерлін     | Ґуставо Луса Даніель Оршанік    | 3–6, 2–6 |
| Перемога  | 5–1 | Лис 1992 | Маніла, Філіппіни      | Челленджер | Тверде   | Річард Фромберг | Массімо Ардінгі Маріо Вісконті  | 6–3, 6–4 |

## Досягнення
| W | Ф | ПФ | ЧФ | #Р | КТ | К# | DNQ | A | NH |

### Одиночний розряд
| Турніри Великого шлему                 |     |              |              |              |     |              |              |              |       |     |    |
| Відкритий чемпіонат Австралії з тенісу | К2р | К2р          |              | 1р           | 1р  | 1р           |              | К3р          | 0 / 3 | 0–3 | 0% |
| Відкритий чемпіонат Франції з тенісу   |     |              |              |              |     |              |              |              | 0 / 0 | 0–0 | –  |
| Вімблдонський турнір                   |     |              |              | К1р          |     | К3р          | К1р          | К3р          | 0 / 0 | 0–0 | –  |
| Відкритий чемпіонат США з тенісу       |     |              |              |              |     |              |              |              | 0 / 0 | 0–0 | –  |
| В-П                                    | 0–0 | 0–0          | 0–0          | 0–1          | 0–1 | 0–1          | 0–0          | 0–0          | 0 / 3 | 0–3 | 0% |
| Виступи за країну                      |     |              |              |              |     |              |              |              |       |     |    |
| Літні Олімпійські ігри                 |     | Не проводили | Не проводили | Не проводили | К1р | Не проводили | Не проводили | Не проводили | 0 / 0 | 0–0 | –  |

### Парний розряд
| Турніри Великого шлему                 |     |     |     |     |     |       |     |     |
| Відкритий чемпіонат Австралії з тенісу |     | 2р  | 1р  | 1р  | 1р  | 0 / 4 | 1–4 | 20% |
| Відкритий чемпіонат Франції з тенісу   |     |     | 1р  |     |     | 0 / 1 | 0–1 | 0%  |
| Вімблдонський турнір                   | К1р |     | К1р | К3р | К2р | 0 / 0 | 0–0 | –   |
| Відкритий чемпіонат США з тенісу       |     |     |     |     |     | 0 / 0 | 0–0 | –   |
| В-П                                    | 0–0 | 1–1 | 0–2 | 0–1 | 0–1 | 0 / 5 | 1–5 | 17% |
| Тур ATP Мастерс 1000                   |     |     |     |     |     |       |     |     |
| Відкритий чемпіонат Маямі з тенісу     |     | 2р  | 2р  |     |     | 0 / 2 | 2–2 | 50% |
| В-П                                    | 0–0 | 1–1 | 1–1 | 0–0 | 0–0 | 0 / 2 | 2–2 | 50% |